# Arthur Bock

Reinhard Paul Junghanns: Arthur Bock bei der Arbeit an einer Goethe-Büste, 1913

Arthur Bock (* 12. Mai 1875 in Leipzig; † 26. Oktober 1957 in Ettlingen) war ein deutscher Bildhauer. Sein Bruder war der Eisenacher Zeichner und Grafiker Hanns Bock.

## Leben

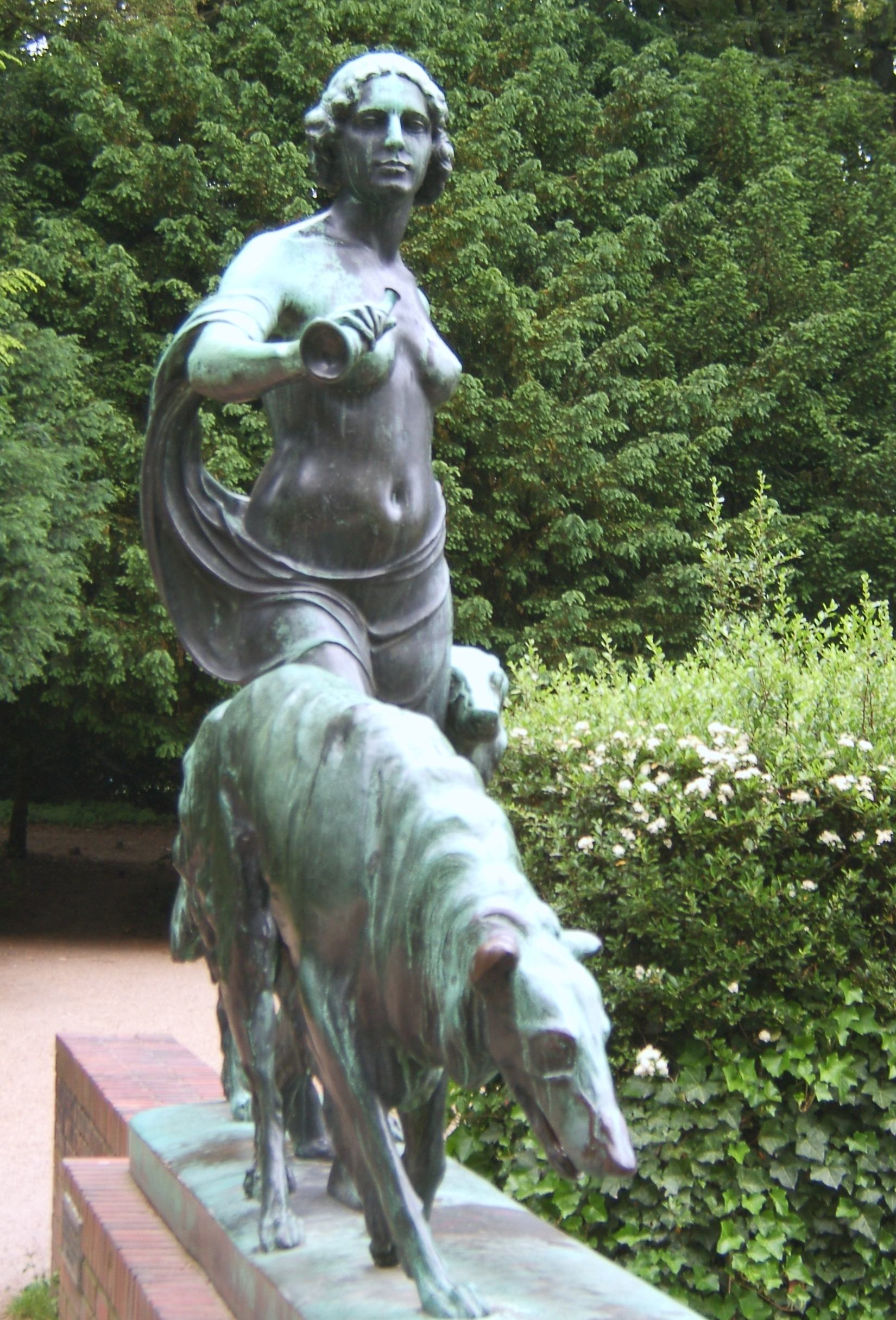
Diana mit Hunden im Hamburger Stadtpark

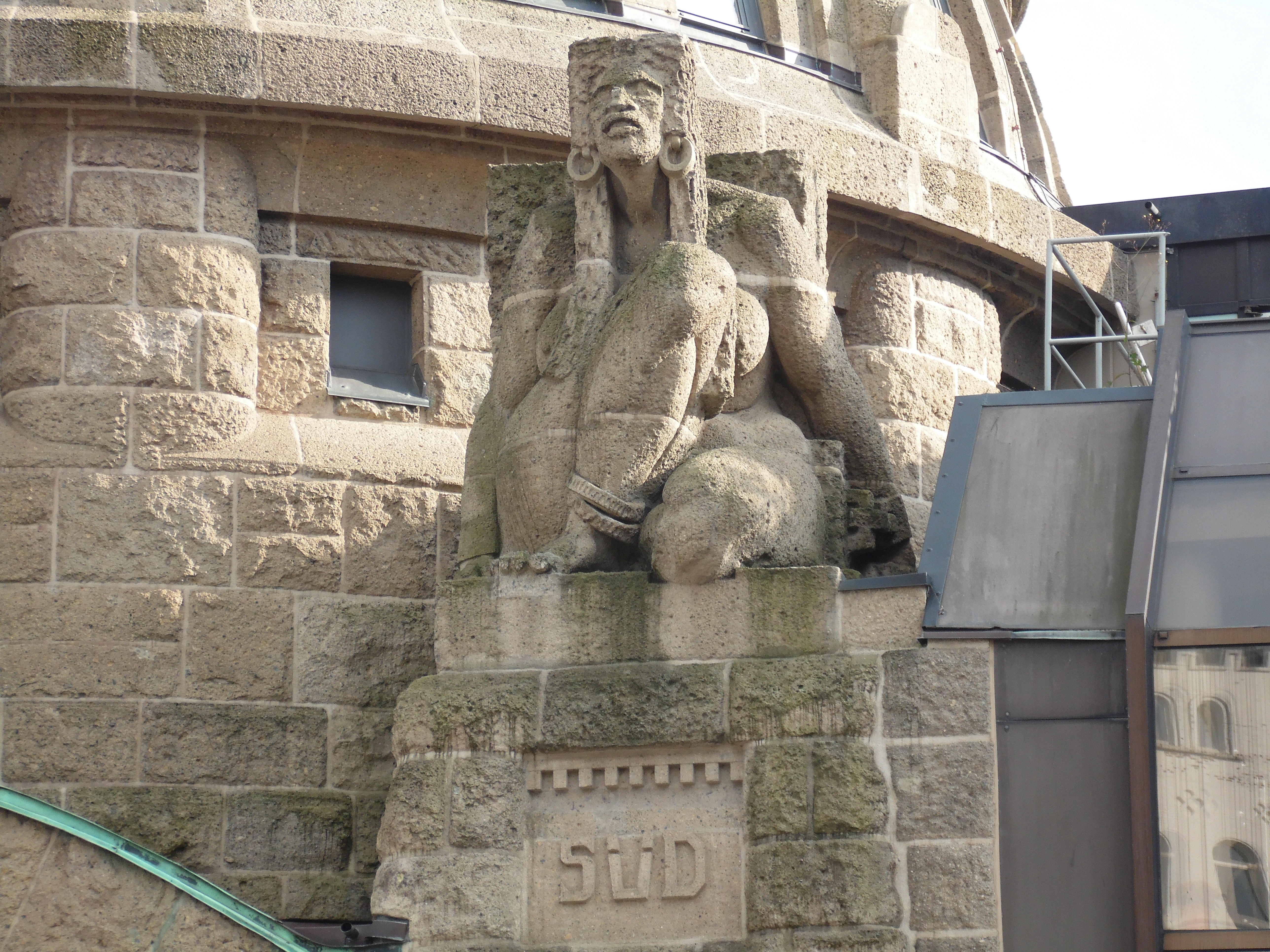
Bauschmuck Arthur Bocks an der Landungsbrücke in St. Pauli

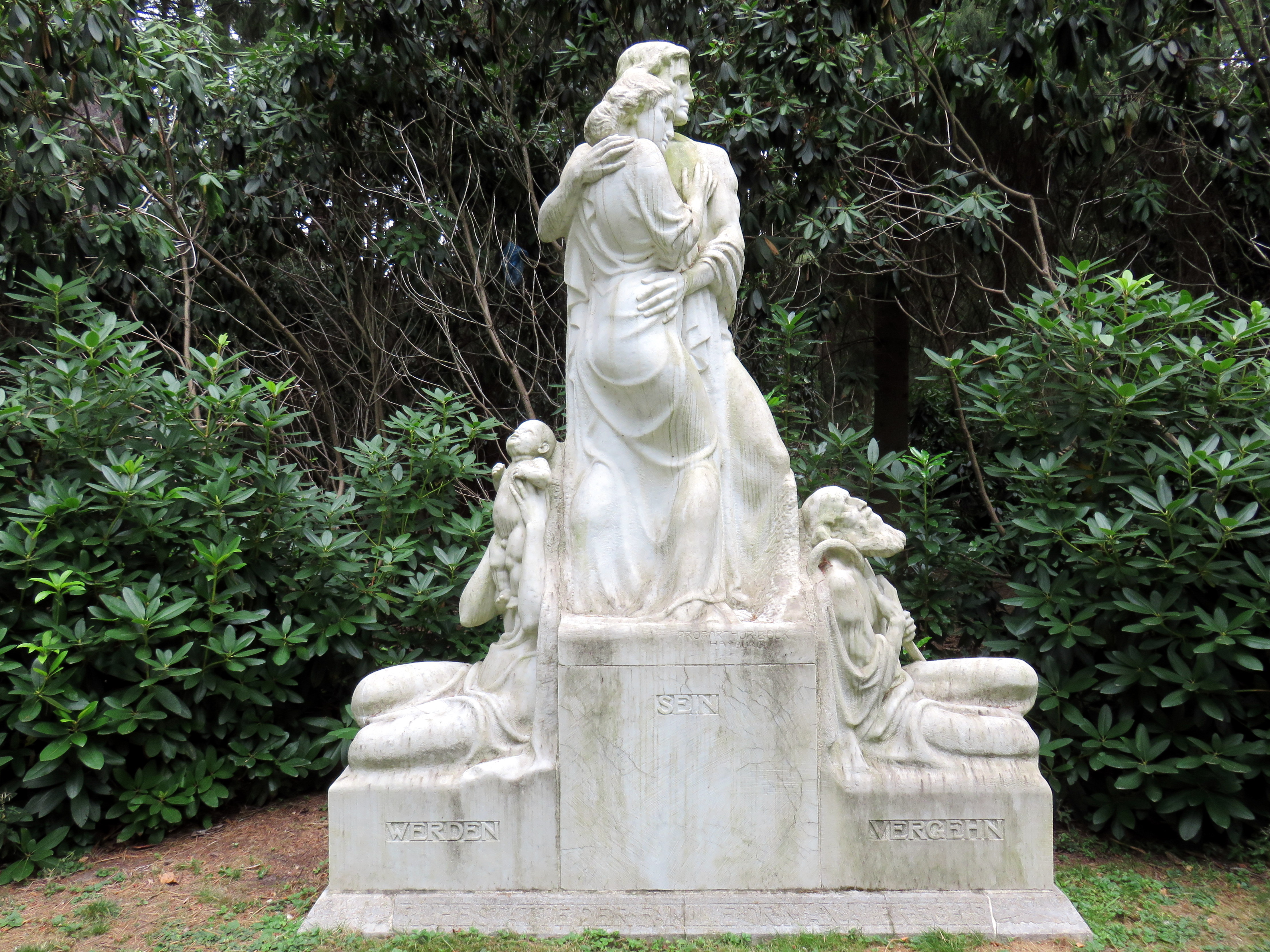
„Werden Sein Vergehen“, Familiengrab Max Albrecht,
Friedhof Ohlsdorf

Arthur Bock begann seine Studien an der Königlichen Kunstakademie und Kunstgewerbeschule Leipzig und setzte diese von 1894 bis 1897 an der Kunstgewerbeschule Dresden fort. Anschließend studierte er bis 1900 an der Berliner Kunstakademie. Ab 1903 war Bock als Dozent für Kunst in Hamburg tätig. Außerdem lehrte er an der privaten Malschule der Malerin und Kunstgewerblerin Gerda Koppel. Arthur Bock war Mitglied im Hamburger Künstlerverein von 1832 und gehörte zum Freundeskreis von Oscar Troplowitz, einem Hamburger Pharmazie-Unternehmer und Kunstmäzen.
Gemeinschaftsausstellungen in Hamburg, Berlin, München und Leipzig zeigten ab 1905 Werke von Bock.
In Hamburg schuf er beachtete Werke im öffentlichen Raum, so 1909 die „Allegorien der Winde“ an den St. Pauli-Landungsbrücken, 1911 die „Diana mit Hunden“ im Hamburger Stadtpark, 1912 die „Justitia“ am Neubau für das Oberlandesgericht Hamburg. Für die damalige Brunnenanlage in der Mitte des Sievekingplatzes am Justizforum Hamburg schuf Bock ebenfalls in 1912 mehrere allegorischen Plastiken, darunter die Figurengruppen „Technik – Handel – Industrie“ und „Bremen – Hamburg – Lübeck“. Zur Umgestaltung der Anlage für die IGA 1963 wurde das Brunnenensemble aufgelöst, die einzelnen Werke wurden über den Platz verteilt.
1914 wurde Arthur Bock vom Herzog von Sachsen-Coburg und Gotha der Titel Professor verliehen.
Für den Friedhof Ohlsdorf fertigte er über 50 Arbeiten; meist war hier sein Thema „Werden, Sein, Vergehen“. Für den Hauptfriedhof Altona schuf er 1925 das Denkmal für die Gefallenen des Ersten Weltkriegs. Auch auf anderen Friedhöfen finden sich Grabmäler und Denkmäler von Arthur Bock, so das 1926 entstandene Grabmal des Dichters Otto Ernst auf dem Friedhof Groß Flottbek oder 1937 das Denkmal auf dem Mennonitenfriedhof Hamburg-Altona. Grabmäler von Arthur Bock finden sich auch auf Friedhöfen in Eisenach, Kassel, Bad Oldesloe, Wedel, auf dem Kölner Melaten-Friedhof, auf dem Südfriedhof in Kiel oder auf dem Friedhof Bois-de-Vaux in Lausanne.

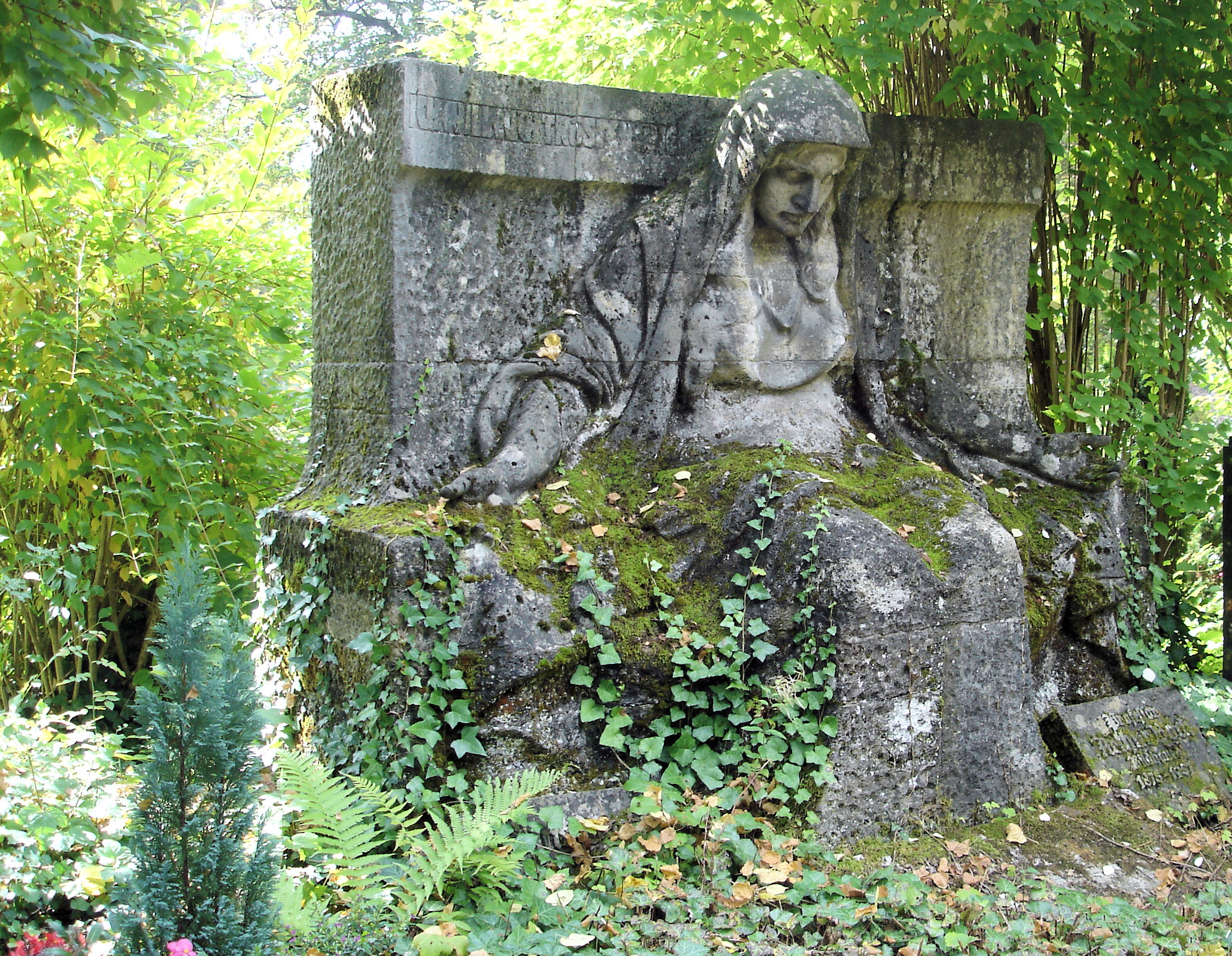
Grabanlage von Arthur und Hanns Bock in Eisenach

Durch seinen monumentalen, heroisch wirkenden Stil bekam Bock auch während der Zeit des Nationalsozialismus Aufträge. Er fertigte z. B. eine Bronzebüste des 1936 bei einem Attentat getöteten und zum Märtyrer erklärten NSDAP-Funktionärs Wilhelm Gustloff, die 1937 auf der Großen Deutschen Kunstausstellung in München gezeigt wurde.
Das Wohnhaus mit Atelier von Bock befand sich in Hamburg-St. Georg hinter der Adenauerallee 31 und wurde im Jahr 1943 zerstört, deshalb sind weder ein Werkverzeichnis noch ein Archiv erhalten. Die Werke sind nicht immer signiert oder datiert. Bock starb am 26. Oktober 1957 in Ettlingen, sein Leichnam wurde am 22. November 1957 nach Eisenach überführt und in der Grabanlage der Familie Bock auf dem Eisenacher Hauptfriedhof beerdigt.
Diese Anlage mit dem Bildwerk „Mutter Erde“ in Form einer trauernden Frauengestalt mit ausgebreiteten Armen und dem Schriftzug „Ich will euch trösten, wie einen seine Mutter tröstet“, das die symbolische Darstellung der Verbundenheit zu den Hinterbliebenen zum Ausdruck bringen soll, wurde von ihm selbst, vermutlich für seine Mutter Ida Bock,  geschaffen.
Seit Mai 1993 steht die Grabanlage als Einzeldenkmal unter Denkmalschutz und gehört zu den imposantesten Stätten auf dem Eisenacher Friedhof. 2023 wurde die Grabstätte mit Mitteln des Thüringer Landesamtes für Denkmalpflege und Archäologie sowie Spenden vom Förderkreis zur Erhaltung Eisenachs e. V. und Einzelspenden grundlegend restauriert.

## Weitere Werke (Auswahl)

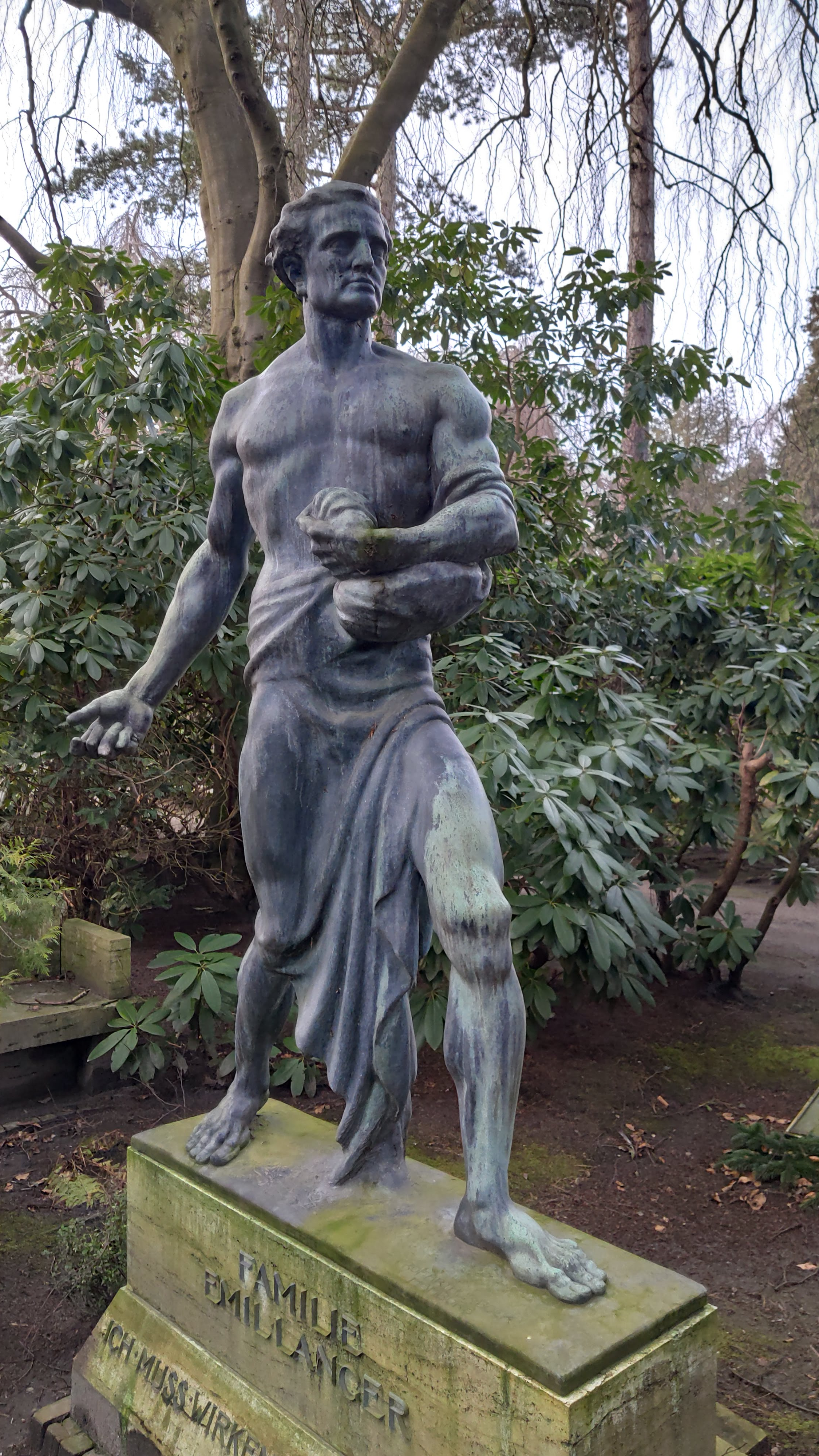
Bronzeskulptur
„Sämann“, 1928

- 1905: Skulpturengruppen „Flüsternde Wellen“ und „Stürmische Wogen“ am Kontorhaus Elbhof in Hamburg-Neustadt / Hafenrand
- 1913: „Kamelreiter“ auf den Pfeilern der Schaartorbrücke in Hamburg (beim Elbhof) (1918 zu Kriegszwecken eingeschmolzen)

Die beiden ungewöhnlichen Bronzeskulpturen zur Versinnbildlichung der Beziehungen Hamburgs zum Orient stellten sitzende Dromedare mit Gepäck und einem darauf sitzendem Beduinen (?) mit Gewehr bzw. einer arabischen Frau mit Kind dar.
- um 1915/16: Kriegsdenkmal 1914/15 der 4. Preußischen Infanterie-Division auf dem Heldenfriedhof zu Witry-lès-Reims
- 1927: Kriegerdenkmal (Gefallenen-Ehrenmal) in Mengede, Adelmundstraße / Jonathanstraße (teilweise erhalten, seit 1989 unter Denkmalschutz)[10]
- 1928 Grabanlage Emil Langer (Gründer Hotel Reichshof, Esplanade Hotel) mit Plastik „Sämann“ auf dem Friedhof Nienstedten